# 赫因斯·沃德
赫因斯·愛德華·沃德（英語：Hines Edward Ward, Jr，1976年3月8日—）是一名外接手，效力于美国全国橄榄球联盟的匹兹堡钢人队。他大学期间在乔治亚大学打球，1998年被钢人队于第三轮选中。此后一直在钢人队效力，是该队历史上效力时间最长的球员。他代表钢人队两度获得超级碗冠军，还曾在第四十届超级碗上荣获超级碗最有价值球员称号。
沃德出生于韩国首尔，母亲为韩国人，父亲为非洲裔美国人。他在美国亚特兰大长大。由于这一身份的原因，他积极推动韩国社会对于外国人、尤其是混血青少年的接受程度。